# Kings of Wrestling (TNA)
Kings of Wrestling (în traducere Regii wrestlingului) a fost un stable din wrestling format în promoția Total Nonstop Action Wrestling pe data de 7 noiembrie 2004, în cadrul primului pay-per-view TNA numit Victory Road. Din stable au făcut parte Jeff Jarrett, Kevin Nash și Scott Hall.